# نظام‌الدین شنب غازانی
نِظام‌الدّین علی بن محمّد بن ابی‌طالب واعظ شَنْبِ غازانی معروف به مولانا نظام‌الدّین شامی؛ از مورخان، نویسندگان و شاعران قرن هشتم و اوایل قرن نهم هجری قمری می‌باشد.

## زندگی
نظام‌الدین در سال ۷۴۰ ه‍.ق در شنب غازان (شام غازان) تبریز متولد شد برای همین نیز به شنب غازانی و شامی مشتهر است.
در جوانی به بغداد رفت و مدتی از دوران حیات را در خدمت سلطان اویس جلایری(۷۵۷–۷۷۶ هـ) و سلطان احمد بن شیخ اویس (سلطنت از ۷۸۴ تا ۸۱۳ هـ) در بغداد گذراند. وی شیفتهٔ مطالعهٔ متون کمیاب و غریبه بود و همواره کتاب‌های عربی مانند سروده‌های حسّان بن ثابت، تاریخ یمینی و مقامات حریری و کتاب‌های فارسی چون کلیله و دمنه، فرائدالسّلوک، مرزبان‌نامه، سندبادنامه و تاریخ جهانگشا را مطالعه می‌کرده‌است.
نظام زمانی که در بغداد بود تیمور عازم آن شهر شده و آن‌جا را فتح کرد. نظام‌الدین اولین شخصی بود که به دیدار تیمور رفت و این نیز به مزاج تیمور خوش آمد و در حق وی گفت: «خدای تعالی بر تو رحمت کند که اول تو از این شهر پیش ما آمدی.»
در سال ۸۰۳ ه‍.ق که تیمور به حلب لشکر می‌کشد اتفاقاً نظام که در حلب می‌زیسته بار دیگر شاهد یورش لشکر تیمور به حلب می‌شود.
یک سال بعد تیمور او را احضار کرده و نوشتن تاریخ پادشاهی خویش را به وی تکلیف می‌کند.
مولانا نظام‌الدین شامی در سال ۸۰۶ وقتی به‌همراه تیمور عازم آذربایجان می‌شود از او رخصت گرفته و به‌تبریز رفته و تا پایان عمر خود در تبریز به‌سر می‌برد.
تاریخ وفات وی مشخص نیست اما زمانی که برادرش همام کتاب مجدولی در عترت نبی را به‌سال ۸۱۲ در شنب غازان کتابت کرده‌است در پایان آن مشخص می‌کند که نظام‌الدین در آن تاریخ در قید حیات نبوده‌است. برخی وفات او را به‌سال ۸۰۷ ه‍.ق دانسته‌اند که در این حال وی باید در ۶۸ سالگی دارفانی را وداع گفته باشد.

## آثار

### ریاض‌الملوک فی ریاضات‌السّلوک
زمانی که نظم‌الدین با کتاب سلوان‌المطاع فی عدوان‌الطباعِ ابن ظفر مکی اندلسی که به‌تاریخ ۵۵۴ ه‍.ق نوشته شده بود آشنا شد، پس از جستجوی بسیار نسخه‌ای گرانمایه از آن را از دوستی به‌دست‌آورد و در لفظ و معنی آن تأمل قاطع و صریح را واجب پنداشت و سرانجام آن را به نثر فارسی درآورد. او کتاب جدید را ریاض‌الملوک فی ریاضات‌السّلوک نامید. ریاض الملوک فی ریاضات السلوک برای نخستین بار توسط استاد کریم صادری بر اساس نسخه خطی کتابخانه ملی تبریز و همچنین آستان قدس رضوی تصحیح کردید و باب اول آن به تاریخ ۱۳۸۱ خورشیدی در تبریز از طرف انتشارات سودمند به صورت منقح همراه با فهارس دهگانه به چاپ رسید.

### بلوهر و بیوذسف
وی در سال ۷۹۰–۸۰۰ داستان حکیمانه و مشهور بلوهر و بیوذسف را که از عربی به فارسی برگردانده شده بود ولی ترجمهٔ آن دچار اطناب بود، تهذیب و تلخیص کرد.

### ربیعیّه و رحیقیّه
قطعه‌ای است ادبی و تا حدودی ستایشی که نظام آن را در مورد یکی از پیکارهای سلطان احمد جلایری نوشته است.

### مقامات حریری
وی در سال ۸۰۱ مقامات حریری را به‌نام سلطان احمد جلایری به فارسی ترجمه کرد.

### مُجدولی در ذکر عترت نبی
نظام‌الدین در سال ۸۰۳ زمانی که در حلب بود کتاب مُجدولی در ذکر عترت نبی را نوشت که از همین کتاب برمی‌آید که وی شم شیعی داشته‌است.

### ظفرنامه
اثر مهم نظام‌الدین شامی کتاب ظفرنامه می‌باشد که به‌نام امیر تیمور گورکان و در ذکر روزهای سلطنت او نوشته شده‌است. نثر این کتاب بلیغ بوده و متمایل به‌شیوهٔ انشای مترسلان است و از حیث عبارت در میان تاریخ عهد تیموریان ممتاز است.

### دیوان اشعار
آقابزرگ تهرانی و محمدعلی تربیت به وجود دیوان شامی اشاره کرده‌اند. نمونه‌هایی از سروده‌های او در کتاب ریاض‌الملوک آمده است.